# Preservativos, agulhas e negociação
Preservativos, agulhas e negociação, também conhecida como CNN (condoms, needles and negotiation), é uma abordagem de redução de danos cujo objetivo é reduzir a taxa de transmissão de infecções sexualmente transmissíveis, como HIV/AIDS, através do: 
- Fornecimento de preservativos e ensinamento para facilitar a negociação  na prática de sexo seguro com parceiros
- Fornecimento de agulhas limpas para reduzir a transmissão do uso de drogas injetáveis

Em contraste com a "abstinência, seja fiel, use preservativo" ou abordagem "ABC" (abstinence, be faithful, use a condom), a abordagem "CNN" visa principalmente reduzir a taxa de transmissão entre grupos de alto risco, como mulheres que residem em áreas com baixos índices de poder social, presença de prostitutas e de usuários de drogas intravenosas. 

## Críticas
O Papa Bento XVI criticou fortemente as políticas de redução de danos no que diz respeito ao HIV/AIDS, dizendo que "é uma tragédia que não possa ser superada apenas com dinheiro, e que não pode ser superada com a distribuição de preservativos, o que agrava os problemas". Esta posição foi amplamente criticada por deturpar e simplificar demais o papel dos preservativos na prevenção de infecções. Outros especialistas, incluindo o Diretor do Projeto de Pesquisa de Prevenção da AIDS da Universidade de Harvard, apoiaram a posição do Papa.